# Kelif Uzboýy
Kelif Uzboýy (ros. Келифский Узбой, Kielifskij Uzboj) – system sołonczakowych kotlin we wschodnim Turkmenistanie i częściowo w Afganistanie, w południowo-wschodniej części pustyni Kara-kum, który biegnie liniowo w kierunku północno-zachodnim od miasta Akcza w Afganistanie. Rozciąga się na długości ok. 240 km i szerokości 400–1500 m. Stanowi wyschnięte koryto dolnego biegu afgańskiej rzeki Balchab. Przez Kelif Uzboýy przebiega ok. 70 km odcinek Kanału Karakumskiego.